# Nord-occitan

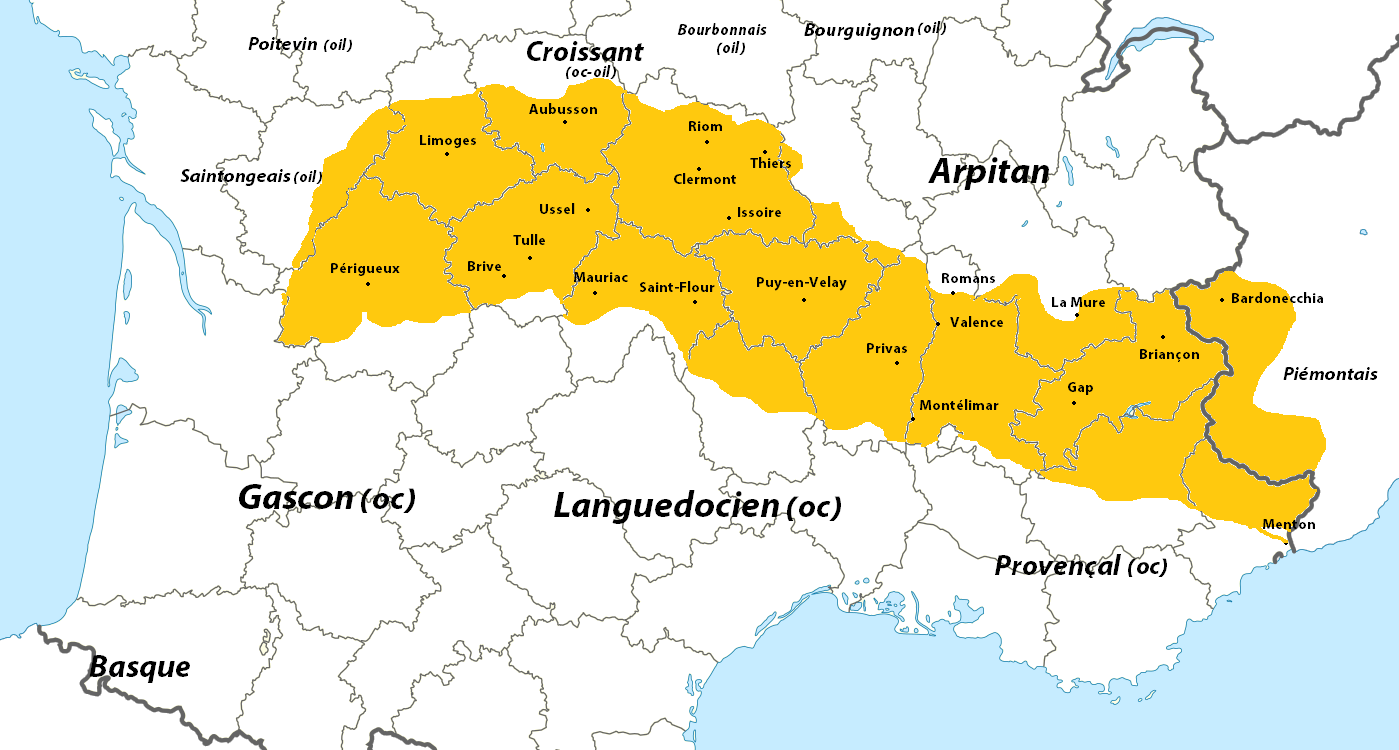
Aire linguistique du nord-occitan (excluant les parlers du Croissant) selon l'Atlas sonore des langues régionales (CNRS, 2022),,.

Le nord-occitan ou occitan septentrional est un découpage linguistique de l'occitan.
Il est soit considéré comme un seul et même dialecte, soit comme un ensemble supradialectal subdivisé contenant de petits dialectes nord-occitans que seraient l'auvergnat, limousin et le vivaro-alpin,,.
Son aire s'étend du Limousin et l'est de la Charente à l'ouest jusqu'aux vallées occitanes du Piémont (Italie) à l'est, en passant par l'Auvergne et le Dauphiné, et le pays mentonasque au sud-est. Elle inclut aussi une ancienne colonie vaudoise en Calabre, Guardia Piemontese.

## Caractérisation
La phonétique du nord-occitan se distingue notamment de celle des autres dialectes occitans par la palatalisation en cha et ja des ca et ga latins. Globalement, l'ensemble du nord-occitan mêle traits conservateurs et innovations notamment dans la morphologie.

## Variation interne

### Découpages internes
Le Nord-occitan est parfois classé en trois sous-parties, à savoir l’auvergnat, le limousin, et le vivaro-alpin.
Les classifications actuelles ne classent pas les parlers de transitions à l'intérieur de cet ensemble.

### Un seul et même dialecte?

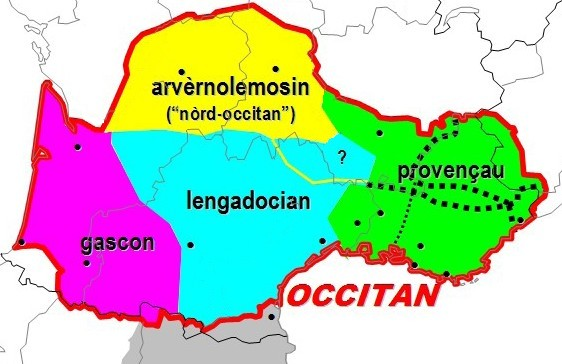
Découpage linguistique de l'occitan selon Jacques Allières. Le nord-occitan correspond ici uniquement à l'ensemble arverno-limousin.

Pour plusieurs linguistes et chercheurs comme Henri Guiter, Jules Ronjat ou encore Jacques Allières, il est un dialecte unique qu'il ne convient pas de séparer en deux dialectes différents que seraient l'auvergnat et le limousin. Pour Jacques Allières, le terme « nord-occitan » ne concerne que l'ensemble arverno-limousin tandis que le vivaro-alpin est considéré par lui comme une variante du provençal.
Les termes issus de noms de régions ne sont en réalité que des découpages arbitraires pour donner une emprise géographique aux parlers nord-occitans locaux. Ainsi, Jean Roux, de la même manière que Roger Teulat, estime concernant l'auvergnat que « c'est par simplification que l'on utilise ce vocable, car en aucun cas l'auvergnat ne peut être considéré comme une entité linguistique autonome. ».

## Exemples de texte

### LeSe Chanta
Le Se Chanta est la version nord-occitane du Se Canta, chanson considérée comme l'hymne occitan. Il est utilisé de la Charente occitane jusqu'aux vallées occitanes du Piémont italien en passant par le Limousin, l'Auvergne et tout l'espace vivaro-alpin.
| Paroles nord-occitanes                                                                   |
| ---------------------------------------------------------------------------------------- |
| Devant ma fenestra I a un aucelon Tota la nuech chanta Chanta sa chançon                 |
| [Refrain] Se Chanta, que chante Chanta pas per ieu Chanta per ma mia Qu'es aluenh de ieu |
| Dessús ma fenèstra I a un ametlièr Que fa de flors blanchas Coma de papièr               |
| [Refrain]                                                                                |
| Aquelas flors blanchas Faràn d’ametlons N'emplirem las pòchas Per ieu e per vos          |
| [Refrain]                                                                                |
| Aval dins la plana I a un pibol trauchat Lo cocut i chanta Benlèu i a nichat             |
| [Refrain]                                                                                |
| Aquelas montanhas Que tan nautas son M’empachon de veire Mas amors ente son              |
| [Refrain]                                                                                |
| Abaissatz-vos, montanhas Planas levatz-vos Per que posque veire Mas amors ente son       |
| [Refrain]                                                                                |
| Aquelas montanhas Se rabaissaron E mas amoretas Se raprocharon                           |

### Sitographie
- Atlas sonore des langues régionales, CNRS, Paris, 2020.